# Реда-Виденбрюк
Реда-Виденбрюк (на немски: Rheda-Wiedenbrück) е град в Северен Рейн-Вестфалия, Германия. Населението му е 49 849 души (31 декември 2023).
Градът е създаден през 1970 г. чрез обединението на градовете Виденбрюк и Реда и присъединяването на общините Нордреда-Емс, Санкт Вит, Батенхорст и Линтел.
Намира се на река Емс на около 30 км южно от Тевтобургската гора. На 35 км се намират градовете Билефелд и Падерборн.